# Глик, Кэролайн
Кэролайн Глик (англ. Caroline Glick; ивр. קרוליין גליק‎) — американо-израильский журналист, заместитель редактора газеты «The Jerusalem Post». Член научного совета по вопросам Ближнего Востока «Центра политики безопасности» (Вашингтон).

## Биография
К. Глик родилась в Чикаго, в 1991 году окончила колледж про Колумбийском университете, получив степень бакалавра в области политологии.
В 1991 году совершила алию в Израиль, где поступила на службу в Армию обороны Израиля (АОИ).
В 1992 году, во время 1-й интифады, она служила в подразделении Военной прокуратуры Израиля, была одним из авторов и редактором книги «Израиль, интифада и власть закона» («Israel, the Intifada and the Rule of Law»). После заключения Соглашений в Осло она была координатором переговорной группы с Палестинской национальной администрацией.
В конце 1996 года она уволилась из армии в звании капитана. С 1997 по 1998 годы она работала помощником советника по международным вопросам в канцелярии премьер-министра Израиля Б. Нетаниягу.
В 1999 году Глик вернулась в США для продолжения учёбы в Гарвардском университете (Гарвардский институт государственного управления им. Джона Ф. Кеннеди), который она окончила в 2000 году, получив степень магистра по государственной политике.
После возвращения в Израиль, она стала главным корреспондентом по международным вопросам газеты Макор Ришон, где она ведет еженедельную колонку на иврите. В настоящее время она также является заместителем главного редактора газеты «The Jerusalem Post» для которой она ведет колонку, выходящую раз в две недели.
Статьи Глик публикуются в таких изданиях как The Wall Street Journal, National Review (англ.), The Boston Globe, Chicago Sun-Times, The Washington Times, Маарив а также в основных еврейских газетах по всему миру.
Глик можно видеть в передачах таких телевизионных каналов как MSNBC, Fox News Channel, Sky News, Christian Broadcasting Network и всех основных израильских каналов. Она также часто участвует в радиопередачах, как в США, так и Израиле.
В 2003 году, во время операции войны в Ираке, Глик была полевым корреспондентом 1-го канала ТВ Израиля, сопровождая 3-ю пехотную дивизию американской армии. С помощью мобильного телефона вела репортажи с переднего края для новостных выпусков телеканала, в частности, во время взятия багдадского аэропорта американскими войсками.
Она является одним из ведущих членов научного совета по вопросам Ближнего Востока Центра политики безопасности (США) (Вашингтон) и одним из соавторов книги «War Footing», изданной Центром. Кроме того, она работала старшим научным сотрудником в исследовательском «Институте теории операций» (Operational Theory Research Institute) ЦАХАЛа (один из наиболее престижных мозговых центров израильских оборонных учреждений, эквивалентный американскому центру RAND), была внештатным лектором по вопросам тактики военных действий в Command and Staff College АОИ.
Глик — одна из создателей и редактор интернет-сайта политической сатиры Латма, редактор видеоклипа «We Con the World».

## Награды и достижения
- В 2003 году газета Маарив назвала Глик наиболее известной женщиной Израиля.
- В 2005 году она была награждена премией Бена Хекта Сионистской организацией Америки за выдающиеся достижения в области журналистики (среди предыдущих лауреатов премии — такие журналисты как А. М. Розенталь, Sidney Zion[англ.] и Пайпс, Даниэль).
- В 2006 году организация «Israel Media Watch» («Право общества знать»[6]) наградила Глик премией Абрамовича за критику СМИ[7][8]
- 31 декабря 2009 года Центр Иерусалимских исследований Индеборга Реннерта при Бар-Иланском университете наградил её премией «Страж Сиона» (Guardian of Zion) [уточнить]

## Точка зрения
Глик считает, что
- … одной из важнейших проблем освещения событий на Ближнем Востоке является то, что те, кто учат журналистов часто разделяют стремление исламистских террористов настроить иностранных визитеров против Израиля. Это приводит к тому, что освещение журналистами проблем, связанных с Арабо-израильским конфликтом, не соответствует действительности и смещено в сторону оптимистической картины арабской жизни.
- Граждане иногда готовы высказать своё действительное мнение, но лишь при условии, что репортер позволит им остаться анонимными.

Однако, отмечает Глик,
- использование анонимных источников может привести к обвинениям журналиста в фабрикации его репортажа.
- Часто люди не могут рассказать тебе то, что они на самом деле думают о происходящем, потому, что они могут быть физически пострадать из-за этого. Это не только израильская проблема. Журналисты сталкиваются с этим в любом месте мира, не являющемся свободным.

В своих колонках Глик постоянно поддерживает голландского политика Г. Вилдерса, известного своей критикой исламского экстремизма

## Документальные фильмы
В качестве диктора Глик участвовала в создании документальных фильмов «Без пощады: Борьба за мир в Израиле» (Relentless: The Struggle for Peace in Israel) и «Одержимость: Война радикального ислама против Запада» (en:Obsession: Radical Islam's War Against the West).

## Статьи
Работы Глик можно найти на интернет-сайтах газеты The Jerusalem Post, «Центра политики безопасности» и Townhall.com. Некоторая часть статей, опубликованных в Jerusalem Post имеют подзаголовки «The world according to Olmert», «Column One: Anatomy of a massacre», and «prayer for 5767».

## Книги
- Glick, Caroline 2008, «Shackled Warrior. Israel and the Global Jihad?» (Скованный воин: Израиль или глобальный джихад?), Gefen Publishing House. ISBN 978-965-229-415-9